# 14250 Kathleenmartin
14250 Kathleenmartin (2000 AJ63) là một tiểu hành tinh vành đai chính được phát hiện ngày 4 tháng 1 năm 2000 bởi nhóm nghiên cứu tiểu hành tinh gần Trái Đất phòng thí nghiệm Lincoln ở Socorro.